# José Alberto Reis: Encanto (1990)
Encanto é um álbum de José Alberto Reis.

## Lista de faixas
- 1 - Não posso mais viver sem ti
- 2 - Brisa tropical
- 3 - Abraça-me assim
- 4 - São segredos
- 5 - Uma noite juntos
- 6 - Vamos amar-nos com calma
- 7 - Amar é ter saudade
- 8 - O amor é tanto
- 9 - Pobre diabo
- 10 - Desejo-te boa sorte